# Dicée rayé
Dicaeum aeruginosum
Espèce
Synonymes
- Dicaeum agile aeruginosum (Bourns & Worcester, 1894)[2]

Statut de conservation UICN

 LC  : Préoccupation mineure
Le Dicée rayé (Dicaeum aeruginosum) est une espèce de passereaux de la famille des Dicaeidae.

## Répartition
Il est endémique aux Philippines.

## Habitat
Il habite les forêts humides tropicales et subtropicales.

## Liste des sous-espèces
Selon la classification de référence du Congrès ornithologique international (version 11.1, 2021) :
- sous-espèce Dicaeum aeruginosum striatissimum Parkes, 1962
- sous-espèce Dicaeum aeruginosum aeruginosum (Bourns & Worcester, 1894)
- sous-espèce Dicaeum aeruginosum affine (Zimmer, JT, 1918)